# Herb gminy Nowy Żmigród
Herb gminy Nowy Żmigród – symbol gminy Nowy Żmigród.

## Wygląd i symbolika
Herb przedstawia na tarczy w polu białym zielonego skrzydlatego smoka z zakręconym ogonem, stojącego na dwóch łapach. Jest to nawiązanie do nazwy gminy (żmij w języku staropolskim oznacza smoka). 